# قره‌سو (شهرستان قوچقار)
قره‌سو (به قرقیزی: Кара-Суу، قارا سۇۇ) یک روستا در قرقیزستان است که در شهرستان قوچقار واقع شده‌است. قره‌سو ۲٬۵۲۵ نفر جمعیت دارد و ۱٬۸۵۷ متر بالاتر از سطح دریا واقع شده‌است.